# Petrus (ärkebiskop)
Petrus, död 18 september 1197, var en svensk präst och ärkebiskop av Uppsala stift 1187–1197.

## Biografi
Petrus vigdes av den danske ärkebiskopen Absalon Hvide i Lunds stift.
Under hans tid främjades genom biskopstionde, visitationsavgifter från hälsingarna och donationer den ekonomiska förutsättningen för ärkebiskopsstolen såväl som det reguljära kapitlet i Uppsala.
När Sverige 1196 fick en ny kung, Sverker den yngre, som var släkt med det danska hovet, utökade Absalon Hvide sin makt över Sverige. Samma år valde Petrus tre biskopar, men då krävde Absalon att påven skulle intervenera eftersom dessa biskopar var söner till andra präster, vilket enligt kanonisk rätt inte var tillåtet. Han nämnde också att flera svenska biskopar vägrade att resa till Absalons synoder. Absalon var en auktoritär person som påven litade på och gav rätt, men då hade Petrus redan dött.